# System.map
Il file System.map è una symbol table usata dal kernel Linux.
Una symbol table è una ricerca tra i nomi dei simboli e il loro indirizzo in memoria. Il symbol name può consistere nel nome di una variabile o di una funzione. Il System.map è richiesto quando c'è bisogno dell'indirizzo di memoria di symbol name o del symbol name di un indirizzo di memoria. È di particolare utilità quando si tratta di effettuare il debug degli errori di segmentazione del kernel.
Di seguito una parte di un file System.map:
```
c041bc90 b packet_sklist
c041bc94 b packet_sklist_lock
c041bc94 b packet_socks_nr
c041bc98 A __bss_stop
c041bc98 A _end
c041c000 A pg0
ffffe400 A __kernel_vsyscall
ffffe410 A SYSENTER_RETURN
ffffe420 A __kernel_sigreturn
ffffe440 A __kernel_rt_sigreturn

```

Poiché gli indirizzi possono variare da una compilazione all'altra, viene creato un nuovo System.map ogni qualvolta il kernel viene ricompilato.